# Elektrische trein

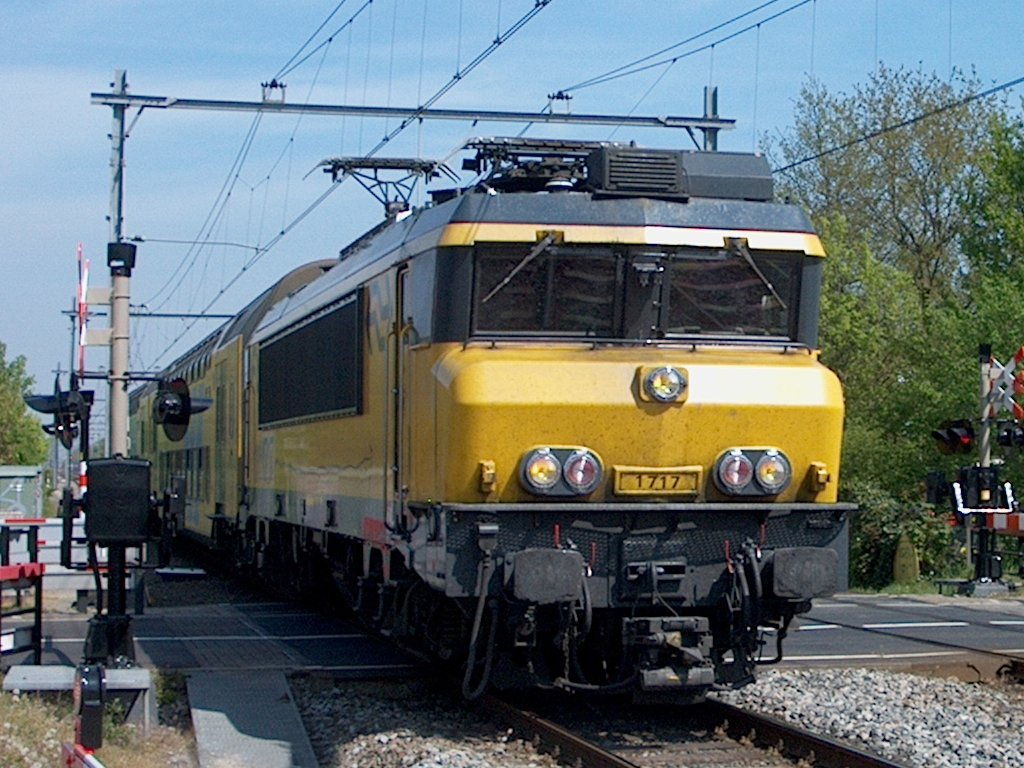
Elektrische loc uit de 1700-serie

Een elektrische trein is een trein die wordt aangedreven door een of meer elektromotoren en die de benodigde elektrische energie niet zelf opwekt, zoals een dieselelektrische trein, maar van buiten toegevoerd krijgt of van een meegevoerde accu. 
De elektrische tractie wordt gevoed door een pantograaf die contact maakt met de bovenleiding, een sleepcontact langs een derde rail of een accu in de trein (zie accutrein). 
(Bij de NMBS (Nationale Maatschappij der Belgische Spoorwegen) is sedert 16 november 2006 het gebruik van de voorste pantograaf verplicht, om te voorkomen dat koper-of koolstofsplinters krassen zouden maken op het dak van het eerste rijtuig.)
Hoewel ook een dieselelektrische trein door elektromotoren wordt aangedreven, wordt de dieselelektrische trein gerekend onder de dieseltreinen.
Een elektrische trein moet niet verward worden met een elektrisch treinstel. Onder elektrische treinen vallen zowel locomotieven als treinstellen.

## Nederland
In Nederland reden de eerste elektrische treinen in 1908 op de Hofpleinlijn tussen Rotterdam, Den Haag HS en Scheveningen. Hiervoor werden elektrische motorrijtuigen en tussenrijtuigen gebruikt. Vanaf de jaren twintig werden ook elektrische treinstellen gebruikt. De Nederlandse Spoorwegen reden in 1948 voor het eerst met elektrische locomotieven, de serie 1000.

## België
De Belgische NMBS opende haar eerste elektrische lijn op 5 mei 1935 tussen Brussel, Mechelen en Antwerpen. Deze lijn werd uitgebaat met vierdelige motorstellen met een snelheid van 120 km/u. Dit zorgde op korte termijn voor een verdubbeling van het aantal passagiers.